# بورتلینگن
بورتلینگن (به آلمانی: Börtlingen) یک شهر در آلمان است که در گوپینگن واقع شده‌است. بورتلینگن ۱٬۷۹۸ نفر جمعیت دارد.